# Oghenekaro Etebo
Oghenekaro Peter Etebo (Lagos, 9 novembre 1995) è un calciatore nigeriano, centrocampista del Gençlerbirliği.

## Caratteristiche tecniche
È una mezzala che nonostante la limitata statura è forte fisicamente, oltre a essere dotato di buon dinamismo, dribbling e verticalità.

## Carriera

### Club
Ha iniziato la sua carriera professionistica nel campionato nigeriano con gli Warri Wolves, prima di trasferirsi in Europa nella Feirense nel campionato portoghese.

### Nazionale
Convocato per le Olimpiadi del 2016, nella partita del suo esordio olimpico, con la squadra atterrata a Manaus solo cinque ore prima, ha segnato quattro gol che hanno permesso di battere il Giappone con il risultato finale di 5-4.

## Statistiche

### Cronologia presenze e reti in nazionale
| Cronologia completa delle presenze e delle reti in nazionale ― Nigeria | Cronologia completa delle presenze e delle reti in nazionale ― Nigeria | Cronologia completa delle presenze e delle reti in nazionale ― Nigeria | Cronologia completa delle presenze e delle reti in nazionale ― Nigeria | Cronologia completa delle presenze e delle reti in nazionale ― Nigeria | Cronologia completa delle presenze e delle reti in nazionale ― Nigeria | Cronologia completa delle presenze e delle reti in nazionale ― Nigeria | Cronologia completa delle presenze e delle reti in nazionale ― Nigeria |
| Data                                                                   | Città                                                                  | In casa                                                                | Risultato                                                              | Ospiti                                                                 | Competizione                                                           | Reti                                                                   | Note                                                                   |
| ---------------------------------------------------------------------- | ---------------------------------------------------------------------- | ---------------------------------------------------------------------- | ---------------------------------------------------------------------- | ---------------------------------------------------------------------- | ---------------------------------------------------------------------- | ---------------------------------------------------------------------- | ---------------------------------------------------------------------- |
| 6-7-2013                                                               | Kaduna                                                                 | Nigeria                                                                | 4 – 1                                                                  | Costa d'Avorio                                                         | Qual. CHAN 2014                                                        | -                                                                      |                                                                        |
| 27-7-2013                                                              | Abidjan                                                                | Costa d'Avorio                                                         | 2 – 0                                                                  | Nigeria                                                                | Qual. CHAN 2014                                                        | -                                                                      |                                                                        |
| 28-10-2013                                                             | Amman                                                                  | Giordania                                                              | 1 – 0                                                                  | Nigeria                                                                | Amichevole                                                             | -                                                                      | 72’                                                                    |
| 25-3-2016                                                              | Kaduna                                                                 | Nigeria                                                                | 1 – 1                                                                  | Egitto                                                                 | Qual. Coppa d'Africa 2017                                              | 1                                                                      |                                                                        |
| 29-3-2016                                                              | Alessandria d'Egitto                                                   | Egitto                                                                 | 1 – 0                                                                  | Nigeria                                                                | Qual. Coppa d'Africa 2017                                              | -                                                                      | 44’ 64’                                                                |
| 27-5-2016                                                              | Le Petit-Quevilly                                                      | Nigeria                                                                | 1 – 0                                                                  | Mali                                                                   | Amichevole                                                             | -                                                                      | 61’                                                                    |
| 12-11-2016                                                             | Uyo                                                                    | Nigeria                                                                | 3 – 1                                                                  | Algeria                                                                | Qual. Mondiali 2018                                                    | -                                                                      |                                                                        |
| 23-3-2017                                                              | Londra                                                                 | Nigeria                                                                | 1 – 1                                                                  | Senegal                                                                | Amichevole                                                             | -                                                                      | 61’                                                                    |
| 1-6-2017                                                               | Saint-Leu-la-Forêt                                                     | Nigeria                                                                | 3 – 0                                                                  | Togo                                                                   | Amichevole                                                             | -                                                                      | 58’                                                                    |
| 10-6-2017                                                              | Uyo                                                                    | Nigeria                                                                | 0 – 2                                                                  | Sudafrica                                                              | Qual. Coppa d'Africa 2019                                              | -                                                                      |                                                                        |
| 4-9-2017                                                               | Yaoundé                                                                | Camerun                                                                | 1 – 1                                                                  | Nigeria                                                                | Qual. Mondiali 2018                                                    | -                                                                      | 87’                                                                    |
| 10-11-2017                                                             | Costantina                                                             | Algeria                                                                | 1 – 1                                                                  | Nigeria                                                                | Qual. Mondiali 2018                                                    | -                                                                      | 84’                                                                    |
| 28-5-2018                                                              | Port Harcourt                                                          | Nigeria                                                                | 1 – 1                                                                  | RD del Congo                                                           | Amichevole                                                             | -                                                                      |                                                                        |
| 2-6-2018                                                               | Londra                                                                 | Inghilterra                                                            | 2 – 1                                                                  | Nigeria                                                                | Amichevole                                                             | -                                                                      | 46’                                                                    |
| 16-6-2018                                                              | Kaliningrad                                                            | Croazia                                                                | 2 – 0                                                                  | Nigeria                                                                | Mondiali 2018 - 1º turno                                               | -                                                                      |                                                                        |
| 22-6-2018                                                              | Volgograd                                                              | Nigeria                                                                | 2 – 0                                                                  | Islanda                                                                | Mondiali 2018 - 1º turno                                               | -                                                                      |                                                                        |
| 26-6-2018                                                              | San Pietroburgo                                                        | Nigeria                                                                | 1 – 2                                                                  | Argentina                                                              | Mondiali 2018 - 1º turno                                               | -                                                                      |                                                                        |
| 8-9-2018                                                               | Victoria                                                               | Seychelles                                                             | 0 – 3                                                                  | Nigeria                                                                | Qual. Coppa d'Africa 2019                                              | -                                                                      | 64’                                                                    |
| 11-9-2018                                                              | Monrovia                                                               | Liberia                                                                | 1 – 2                                                                  | Nigeria                                                                | Amichevole                                                             | -                                                                      |                                                                        |
| 13-10-2018                                                             | Kaduna                                                                 | Nigeria                                                                | 4 – 0                                                                  | Libia                                                                  | Qual. Coppa d'Africa 2019                                              | -                                                                      |                                                                        |
| 16-10-2018                                                             | Sfax                                                                   | Libia                                                                  | 2 – 3                                                                  | Nigeria                                                                | Qual. Coppa d'Africa 2019                                              | -                                                                      | 75’                                                                    |
| 17-11-2018                                                             | Johannesburg                                                           | Sudafrica                                                              | 1 – 1                                                                  | Nigeria                                                                | Qual. Coppa d'Africa 2019                                              | -                                                                      |                                                                        |
| 20-11-2018                                                             | Asaba                                                                  | Nigeria                                                                | 0 – 0                                                                  | Uganda                                                                 | Amichevole                                                             | -                                                                      | 46’                                                                    |
| 22-3-2019                                                              | Asaba                                                                  | Nigeria                                                                | 3 – 1                                                                  | Seychelles                                                             | Qual. Coppa d'Africa 2019                                              | -                                                                      | 65’                                                                    |
| 26-3-2019                                                              | Asaba                                                                  | Nigeria                                                                | 1 – 0                                                                  | Egitto                                                                 | Amichevole                                                             | -                                                                      | 73’                                                                    |
| 8-6-2019                                                               | Asaba                                                                  | Nigeria                                                                | 0 – 0                                                                  | Zimbabwe                                                               | Amichevole                                                             | -                                                                      | 73’                                                                    |
| 16-6-2019                                                              | Ismailia                                                               | Senegal                                                                | 1 – 0                                                                  | Nigeria                                                                | Amichevole                                                             | -                                                                      | Ingresso                                                               |
| 22-6-2019                                                              | Alessandria d'Egitto                                                   | Nigeria                                                                | 1 – 0                                                                  | Burundi                                                                | Coppa d'Africa 2019 - 1º turno                                         | -                                                                      |                                                                        |
| 26-6-2019                                                              | Alessandria d'Egitto                                                   | Nigeria                                                                | 1 – 0                                                                  | Guinea                                                                 | Coppa d'Africa 2019 - 1º turno                                         | -                                                                      | 90’                                                                    |
| 30-6-2019                                                              | Alessandria d'Egitto                                                   | Madagascar                                                             | 2 – 0                                                                  | Nigeria                                                                | Coppa d'Africa 2019 - 1º turno                                         | -                                                                      |                                                                        |
| 6-7-2019                                                               | Alessandria d'Egitto                                                   | Nigeria                                                                | 3 – 2                                                                  | Camerun                                                                | Coppa d'Africa 2019 - Ottavi di finale                                 | -                                                                      |                                                                        |
| 10-7-2019                                                              | Il Cairo                                                               | Nigeria                                                                | 2 – 1                                                                  | Sudafrica                                                              | Coppa d'Africa 2019 - Quarti di finale                                 | -                                                                      |                                                                        |
| 14-7-2019                                                              | Il Cairo                                                               | Algeria                                                                | 2 – 1                                                                  | Nigeria                                                                | Coppa d'Africa 2019 - Semifinale                                       | -                                                                      |                                                                        |
| 17-7-2019                                                              | Il Cairo                                                               | Tunisia                                                                | 0 – 1                                                                  | Nigeria                                                                | Coppa d'Africa 2019 - Finale 3º posto                                  | -                                                                      |                                                                        |
| 10-9-2019                                                              | Dnipropetrovsk                                                         | Ucraina                                                                | 2 – 2                                                                  | Nigeria                                                                | Amichevole                                                             | -                                                                      |                                                                        |
| 13-11-2020                                                             | Benin City                                                             | Nigeria                                                                | 4 – 4                                                                  | Sierra Leone                                                           | Qual. Coppa d'Africa 2021                                              | -                                                                      |                                                                        |
| 17-11-2020                                                             | Freetown                                                               | Sierra Leone                                                           | 0 – 0                                                                  | Nigeria                                                                | Qual. Coppa d'Africa 2021                                              | -                                                                      | 84’                                                                    |
| 30-3-2021                                                              | Abeokuta                                                               | Nigeria                                                                | 3 – 0                                                                  | Lesotho                                                                | Qual. Coppa d'Africa 2021                                              | 1                                                                      |                                                                        |
| 3-6-2021                                                               | Wiener Neustadt                                                        | Nigeria                                                                | 0 – 1                                                                  | Camerun                                                                | Amichevole                                                             | -                                                                      |                                                                        |
| 3-9-2021                                                               | Lagos                                                                  | Nigeria                                                                | 2 – 0                                                                  | Liberia                                                                | Qual. Mondiali 2022                                                    | -                                                                      | 90+2’                                                                  |
| 25-3-2022                                                              | Kumasi                                                                 | Ghana                                                                  | 0 – 0                                                                  | Nigeria                                                                | Qual. Mondiali 2022                                                    | -                                                                      | 62’ 77’                                                                |
| 29-3-2022                                                              | Abuja                                                                  | Nigeria                                                                | 1 – 1                                                                  | Ghana                                                                  | Qual. Mondiali 2022                                                    | -                                                                      | 78’                                                                    |
| 9-6-2022                                                               | Abuja                                                                  | Nigeria                                                                | 2 – 1                                                                  | Sierra Leone                                                           | Qual. Coppa d'Africa 2023                                              | -                                                                      | 46’ 49’                                                                |
| 13-6-2022                                                              | Agadir                                                                 | São Tomé e Príncipe                                                    | 0 – 10                                                                 | Nigeria                                                                | Qual. Coppa d'Africa 2023                                              | 1                                                                      |                                                                        |
| 17-11-2022                                                             | Lisbona                                                                | Portogallo                                                             | 4 – 0                                                                  | Nigeria                                                                | Amichevole                                                             | -                                                                      | 69’ 81’                                                                |
| Totale                                                                 |                                                                        | Presenze                                                               | 45                                                                     |                                                                        | Reti                                                                   | 3                                                                      |                                                                        |

## Palmarès

### Nazionale
- Bronzo olimpico: 1

Rio de Janeiro 2016